# Haarneskojärvi
Haarneskojärvi är en sjö i Pajala kommun i Norrbotten och ingår i Torneälvens huvudavrinningsområde. Sjön har en area på 0,289 kvadratkilometer och ligger 263 meter över havet.

## Delavrinningsområde
Haarneskojärvi ingår i det delavrinningsområde (755873-181439) som SMHI kallar för Utloppet av Meraslompolo. Medelhöjden är 257 meter över havet och ytan är 11,02 kvadratkilometer. Det finns inga avrinningsområden uppströms utan avrinningsområdet är högsta punkten. Vattendraget som avvattnar avrinningsområdet har biflödesordning 4, vilket innebär att vattnet flödar genom totalt 4 vattendrag innan det når havet efter 322 kilometer. Avrinningsområdet består mestadels av skog (60 procent) och sankmarker (30 procent). Avrinningsområdet har 0,85 kvadratkilometer vattenytor vilket ger det en sjöprocent på 7,7 procent.